# 埃爾姆伍德帕克 (新澤西州)
埃爾姆伍德帕克（英語：Elmwood Park）是位於美國新澤西州伯根縣的自治市鎮。

## 人口
根據2020年美國人口普查的數據，埃爾姆伍德帕克的面積為7.06平方千米，當中陸地面積為6.85平方千米，而水域面積為0.21平方千米。當地共有人口21422人，而人口密度為每平方千米3,034人。